# Hôtel de la Belinaye
L'Hôtel de La Belinaye est un hôtel particulier d'architecture classique construit au XVIIIe siècle, situé à Fougères, en Ille-et-Vilaine. Tribunal d'Instance puis de Grande Instance de 1958 à 2009, par suite du rétablissement d'un Tribunal d'Instance à Fougères, il abrite depuis le 1er janvier 2012 la juridiction d'exception de premier degré pour le nouvel arrondissement de Fougères-Vitré.

## Localisation
L'Hôtel de La Belinaye est situé 5 Place Aristide Briand, ancienne Place d'Armes ou Place de la petite douve. Occupant l'angle nord-est de la place, il a donné son nom à la Rue du Tribunal qui le borde à l'est.

## Histoire
L'Hôtel de La Belinaye a été construit de 1740 à 1742 pour servir de résidence urbaine au vicomte de La Belinaye, par ailleurs propriétaire des châteaux de La Belinaye en Saint-Christophe-de-Valains et de Bois-le-Houx en Luitré. L'hôtel particulier a été construit à l'emplacement de l'éperon qui protégeait avec un boulevard la Porte Roger, l'une des quatre portes de la ville de Fougères. Le bâtiment a vu naître le 13 avril 1751 Armand Tuffin de La Rouërie, héros de la guerre d’indépendance américaine et organisateur de l'Association bretonne, dont la mère, Thérèse, était une de La Belinay. Après la Révolution, l'édifice sera converti en Tribunal d'Instance, affectation qui perdure encore actuellement. Par arrêté en date du 3 février 1928 la façade donnant sur jardin a été inscrite à l'inventaire supplémentaire des monuments historiques.

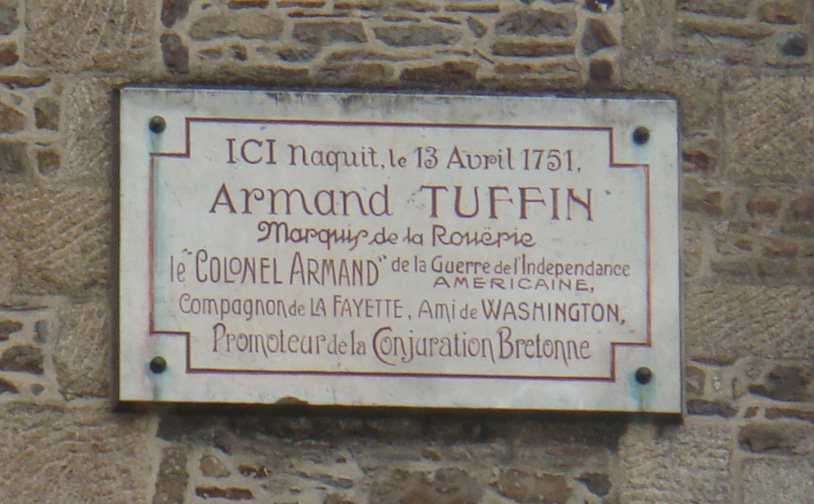
Plaque commémorant la naissance du Marquis de La Rouërie.

## Architecture

### Façade principale
La façade principale du Tribunal s'articule autour d'un corps central faiblement saillant de trois travées, les ailes, de part et d'autre, en comptant respectivement deux chacune. L'élévation, à trois étages, ne comporte pas d'éléments architectoniques majeurs, s'agissant de l'ancienne façade arrière de l'Hôtel de la Belinaye, peu destinée à traduire dans la pierre le prestige de ses propriétaires. Les murs sont construits en moellons de granite, la pierre de taille étant réservée pour l'encadrement des ouvertures et les chainages d'angles. Posé sur un socle en granite taillé en grand appareil et rachetant la déclivité du terrain vers le nord-est, le rez-de-chaussée est percé de trois portes dans les travées paires. Toutes les ouvertures de la façade présentent des linteaux en arc segmentaire à l'exclusion de la porte principale, en plein-cintre, ouverte au XIXe siècle et encadrée de deux colonnes toscane soutenant un entablement. Un assise en granite légèrement saillante sépare premier et second étages, simplement agrémentés d'une suite de sept fenêtres. Un toit en croupe coiffe le tout, un fronton interrompu couronnant le corps central et encadrant une gerbière. Cette dernière se compose de deux colonnes toscanes baguées faisant office de jambages, encadrant un cadran d'horloge et soutenant entablement et fronton triangulaire. 

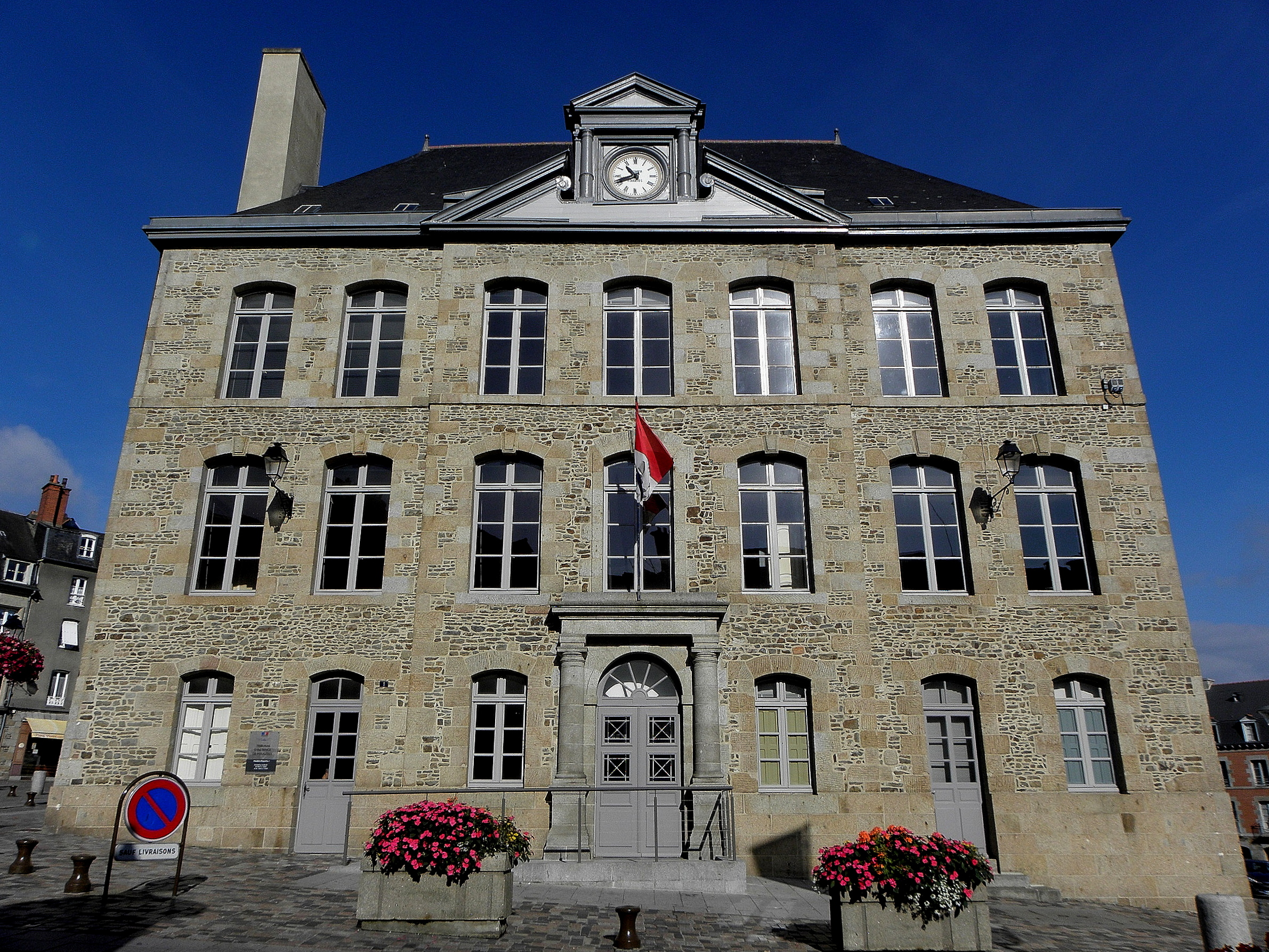
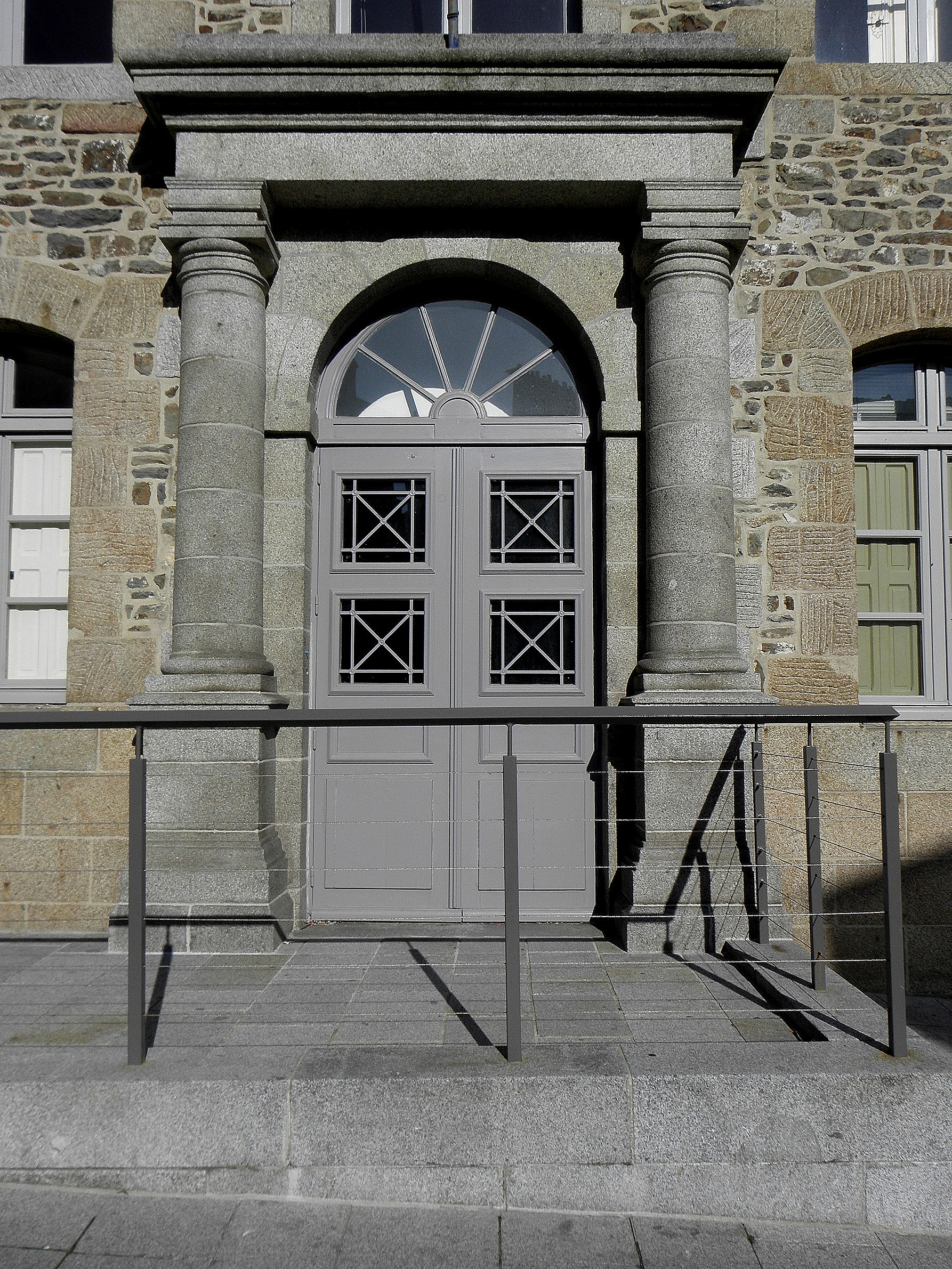
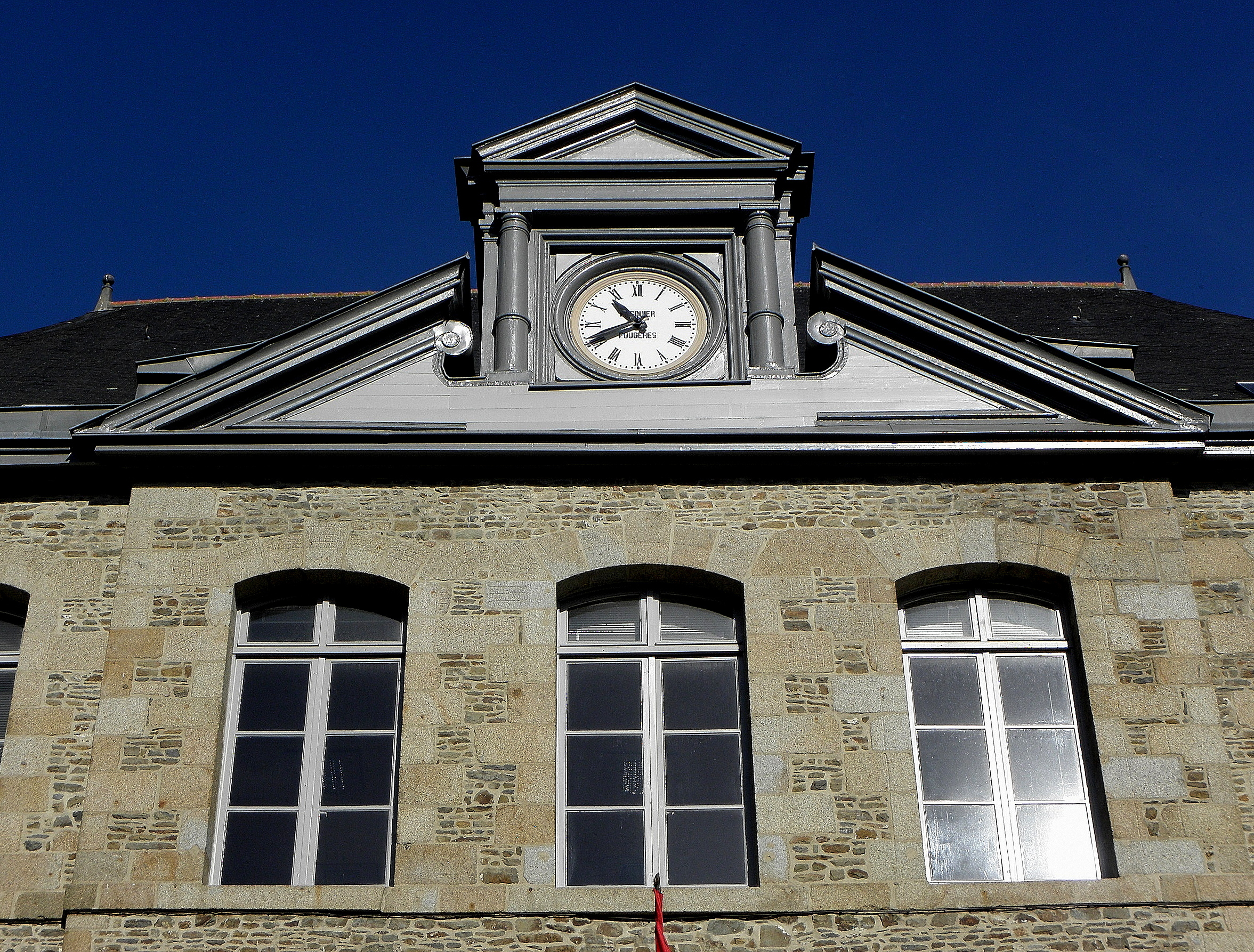

### Façade sur jardin
Il s'agit de l'ancienne façade principale de l'Hôtel de La Belinay, reléguée à un rôle subalterne lors de l'affectation du bâtiment au Ministère de la Justice, cette dernière bouleversant la distribution interne et affectant par la même approche des lieux et déambulations. Ainsi le visiteur n'accède-t-il plus directement à l'étage noble mais passe dans un mouvement ascensionnel des anciens offices aux espaces dédiés à l'exercice de la Justice.
La façade sur jardin affecte une forme concave directement inspirée par l'Hôtel-de-Ville de Rennes, œuvre de Jacques V Gabriel. Contrairement à l'autre façade, l'élévation ne compte plus à proprement parler que deux niveaux. Du fait de la déclivité du terrain, le rez-de-chaussée donnant sur la rue du Tribunal ne se poursuit ici que par un étage à demi enterré et éclairé par des soupiraux. Construit en grand appareil de granite, il sert de soubassement aux ailes latérales de la façade et permet de ménager une terrasse en avant de la section médiane desservie par deux escaliers situés à ses extrémités. Rythmée par de très beaux chaînages en granite et animée par la concavité de la section médiane, la façade s'organise symétriquement autour des trois travées centrales couronnées par un fronton circulaire autrefois orné d'armoiries. Les éléments structurants, en pierre de taille, se détachent sur des surfaces planes enduites. Deux lignes d'assises au sommet de chaque étage tempèrent l'élan ascensionnel généré par les fenêtres oblongues et les chaînages, concourant à l'harmonieux équilibre d'une façade toute de sobriété. La toiture en ardoises, reprenant la disposition concave des murs, est agrémentée de deux petites lucarnes en pierre.

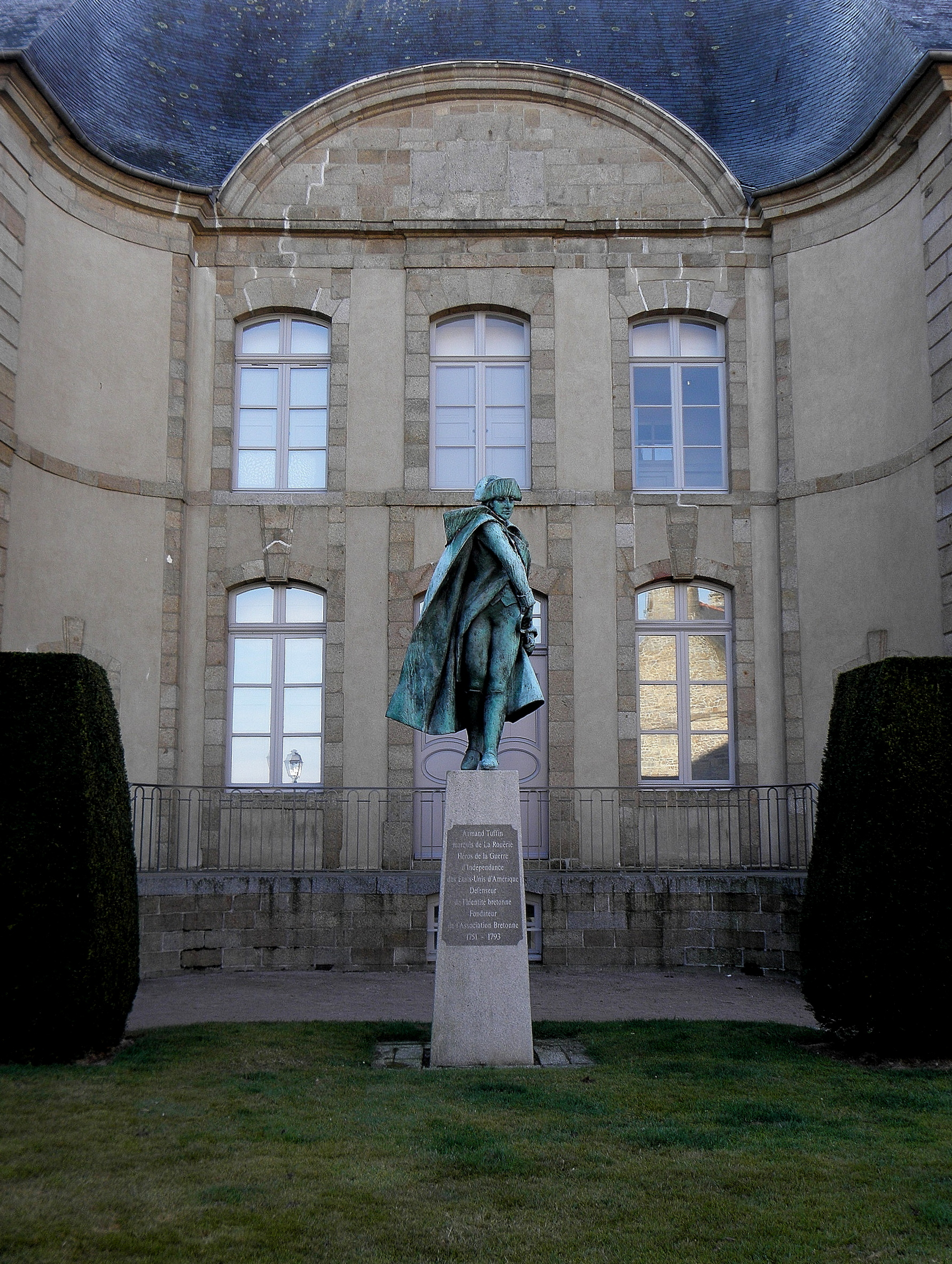
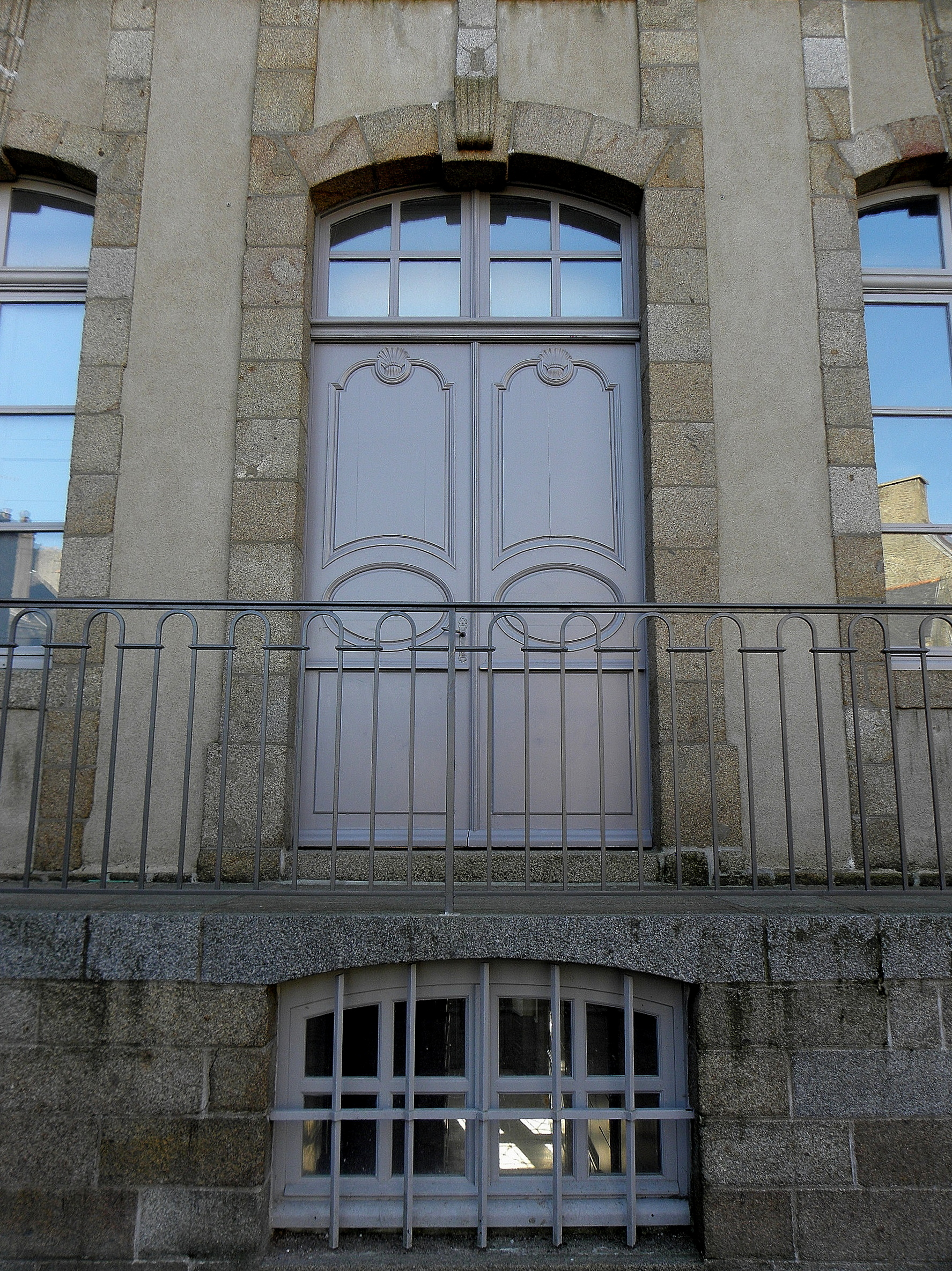
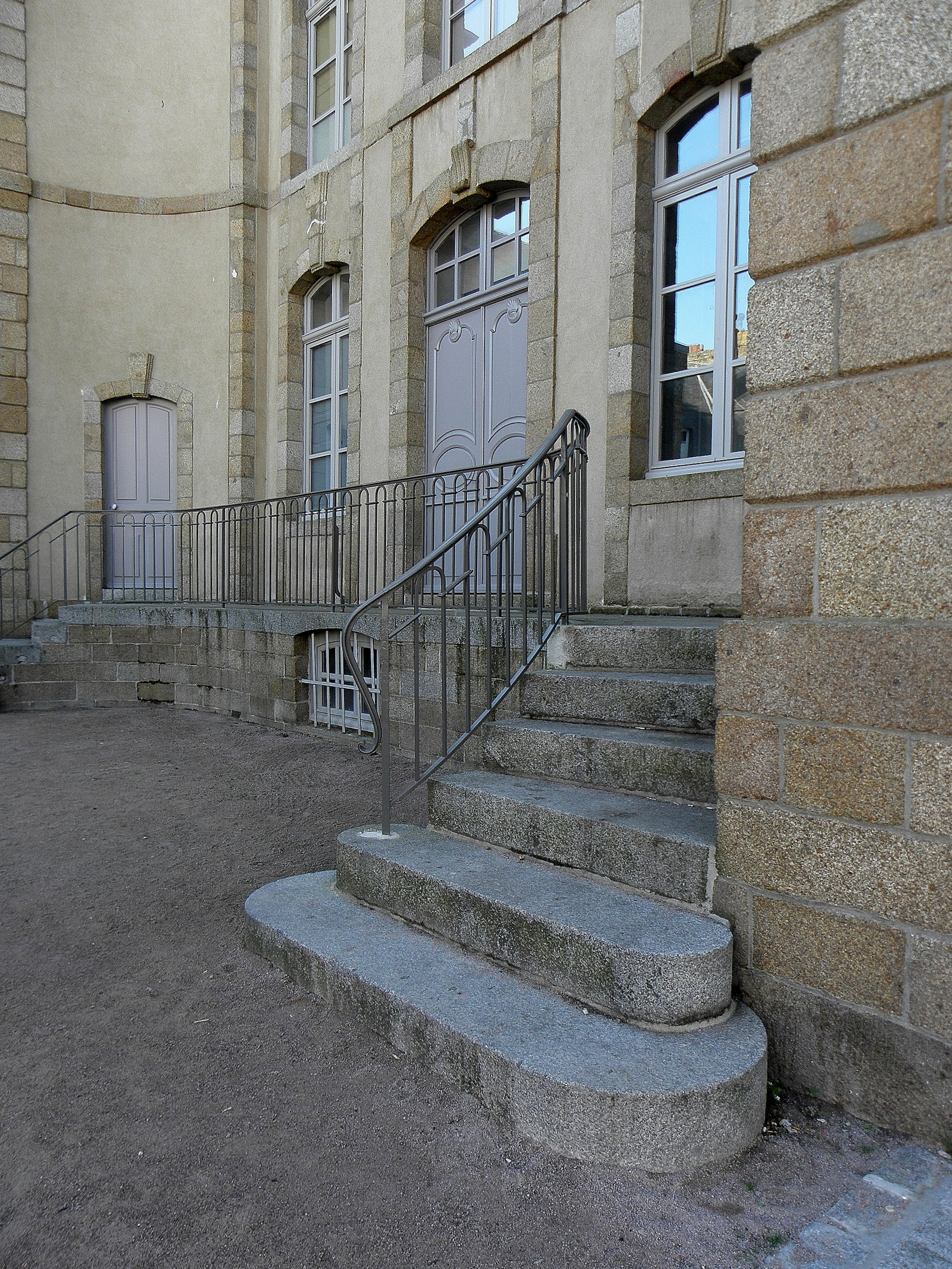